# Lacul Turkana
Lacul Turkana, inițial numit Lacul Rudolf, în onoarea prințului moștenitor al imperiului austro-ungar Rudolf de Habsburg-Lorraine de către descoperitorii lui Samuel Teleki și Ludwig von Höhnel în 1888, este un lac în Rift Valley din Kenya, cu capătul de nord în Etiopia.. Acesta a fost redenumit lacul Turkana în 1975.
Acoperind o suprafață de 6405 de kilometri pătrați și o lungime de aproximativ 300 km, marchează extremitatea nordică a văii Marelui Rift African.
În zona lacului au fost descoperiți diverși hominizi din diferite etape precursoare ale apariției omului modern. Acestă zonă este considerată a fi „leagănul omenirii”.

## Caracteristici
Lacul are o suprafață de 6405 km ², ceea ce îl face cel mai mare lac permanent aflat într-un mediu deșertic. Acesta este, de asemenea, cel mai mare lac alcalin din lume.
Mediul este cald si foarte uscat. Geologia zonei este predominant vulcanică și briza produsă de lac poate deveni foarte puternică, deoarece lacul se încalzește si se racește mai încet decât terenul deșertic din jur. Lacul are trei afluenți: Omo, Turkwel și Kerio. Turkana nu are nici un defluent, pierzând apă doar prin evaporare, dar în ciuda acestui fapt, nivelul apei a scazut 10 m, între 1975 și 1993.

## Fauna
În fauna lacului se remarcă bibanul de Nil și pești din genul Tilapia. Lacul a avut cea mai mare populație de crocodili de Nil , aproximativ 14.000 în 1968. Locația sa într-o zonă extrem de aridă face lacul Turkana, punctul de trecere pentru multe păsări migratoare. În zona lacului găsim lei, gheparzi și girafe, împreună cu alte specii de mamifere. Nu există elefanți sau rinoceri , deși se pare că au existat în trecut, după cum menționa în cronica sa contele Teleki, care au vânat aici astfel de animale. Zona lacului Turkana cuprinde trei zone desemnate ca parcuri naționale în Kenya. Aceste parcuri sunt pe lista Patrimoniului Mondial al UNESCO din 1997.

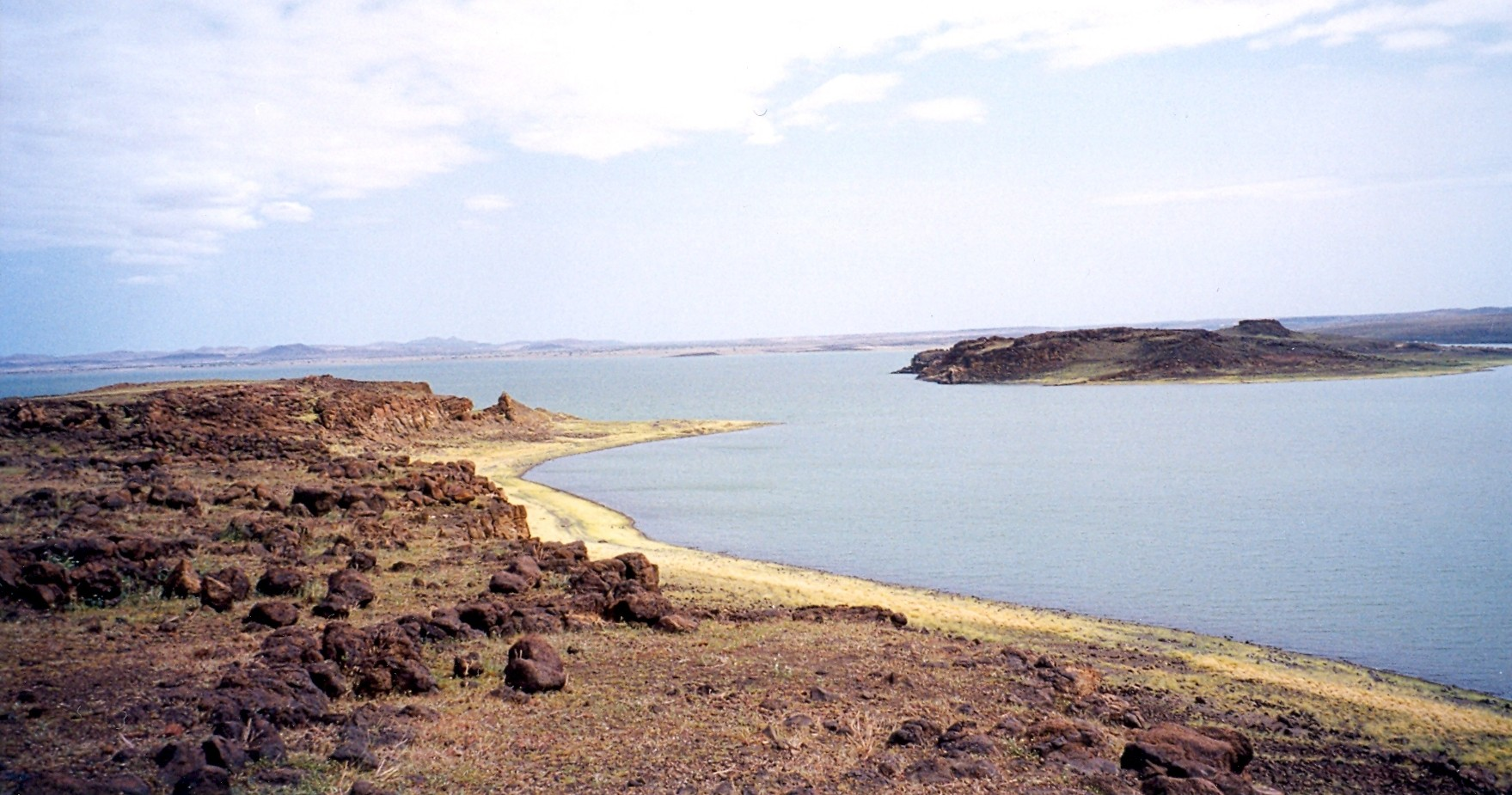
Lacul Turkana.